# سوگو ماسایاسو
سوگو ماسایاسو (به ژاپنی: 十河存保); سامورایی، دایمیو اهل ژاپن در اواخر دوره سنگوکو و دوره آزوچی-مومویاما بود. وی برادر میوشی ناگایوشی بود.